# Одорико Порденоне
Одорико Порденоне или Одорик Фриульский (ок. 1286, Порденоне — 14 января 1331, Удине) — один из самых знаменитых путешественников средневековья, посетивший Индию, Суматру и Китай. В 1755 году состоялась его беатификация.

## Биография
Одорико родился в семье выходцев из Богемии во фриульском городке Порденоне и поначалу подвизался во францисканском монастыре в Удине. Отправился миссионером на Балканы, а затем к монголо-татарам в степи. Когда папский двор всколыхнули известия о миссионерских успехах Иоанна Монтекорвинского в Китае, Одорико вместе с другими клириками был направлен ему на помощь в Пекин. Точное время его путешествия неизвестно; по-видимому, он провёл в дороге почти 15 лет — с 1316 или 1318 по 1329 или 1330 годы.
В своём сочинении Одорико подробно описывает своё путешествие до Китая через Венецию, Константинополь, Трапезунт, Эрзрум, Тебриз, Язд и Ормуз. Добравшись на корабле до окрестностей современного Бомбея, он выкопал мощи мучеников, трёх итальянцев и грузина, которые были убиты по приказу местного правителя и погребены доминиканцем Каталани. Проследовав Малабарским берегом до Цейлона, Одорико — подобно всем странствующим по Востоку христианам — устремился к святыне апостола Фомы в Малайпуре близ Мадраса.

Поклонившись могиле святого, Одорико проследовал через цепь островов (по-видимому, Суматра, Ява и Борнео) и Вьетнам в великую гавань Гуанчжоу и порты Тайваньского пролива. В Сямыне и/или Цюаньчжоу он посетил два францисканских прихода, основанных Иоанном Монтекорвинским, где предал земле мощи индийских мучеников. Ханчжоу показался ему величайшим городом в мире, но он проследовал на север в Ханбалык (Пекин), чтобы встретиться с престарелым Иоанном. При храмах Пекина он пробыл три года (вероятно, с 1324 по 1327), после чего сухопутным путём отбыл на родину. 

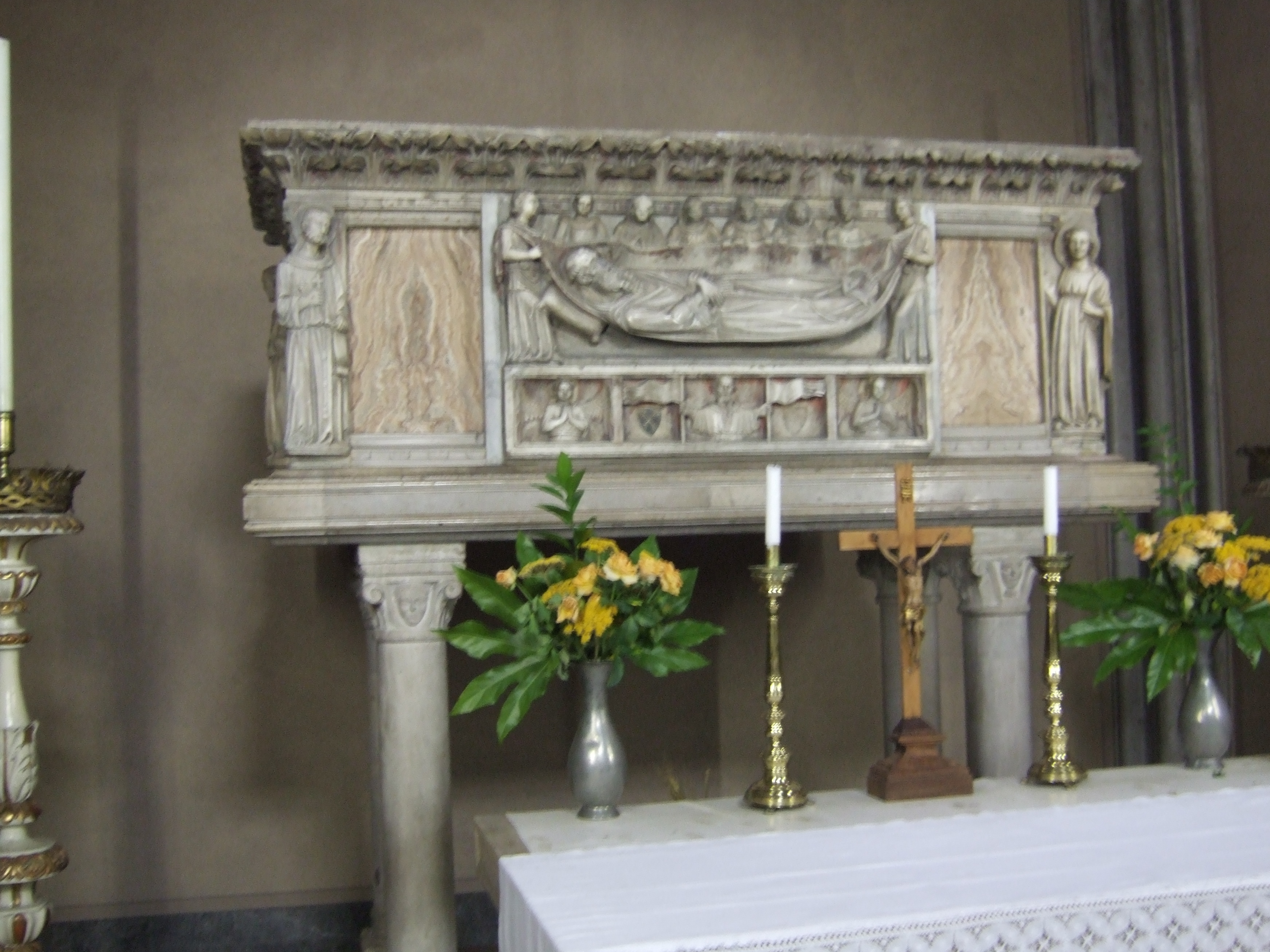
Филиппо Де Санти. Гробница Одорика в Удине

О возвратном маршруте Одорик говорит вскользь и в общих чертах. Известно лишь, что он проезжал землей пресвитера Иоанна (то ли Монголия, то ли Тибет). По прибытии в Италию он поселился в миноритской обители при падуанском соборе св. Антония, где в мае 1330 года и продиктовал одному из монахов историю своих странствий. Он хотел было ехать к папскому двору в Авиньон, но в Пизе слёг с лихорадкой и, едва добравшись до родного Удине, скончался.
Продиктованное Одорико описание путешествий изобилует точными подробностями китайской жизни, такими как бинтование ног женщинам, ужение рыбы при помощи ручных бакланов и обычай растить огромные ногти. Достоверные факты перемежаются с выдумками и неточностями, особенно в описании островов Индонезии. Фантастически приукрашенные приключения Одорико легли в основу тех путешествий Джона Мандевиля, которыми на протяжении нескольких поколений зачитывались средневековая Европа.